# エルチェ
エルチェ（スペイン語：Elche: [ˈɛltʃeɪ], スペイン語: [ˈeltʃe]）またはエルシュ（バレンシア語：Elx: バレンシア語: [ˈɛʎtʃ]）は、スペイン・バレンシア州アリカンテ県に属するムニシピオ（基礎自治体）。公式名は二言語をスラッシュで区切ったElx/Elche（エルシュ/エルチェ）。

## 地理
エルチェの自治体域は地中海に面しているが、中心市街地は地中海から11km内陸に位置する。20km北東にはアリカンテ県の県都アリカンテがあり、人口約80万人に達する事実上のコナベーションを形成している。2017年の人口は228,675人であり、バレンシア州第3位だった。南北に流れるビナロポ川が中心市街地を二分している。
エルチェ市立公園に隣接してアルタミラ城があり、1961年には重要文化財に指定されている。イスラーム時代の12世紀から13世紀に建設され、15世紀にはレンガの外壁などが付け加えられている。1913年には織布工場に転用され、その後一時期はエルチェ市庁舎として、スペイン内戦時には刑務所として使用されたが、現在はエルチェ考古歴史博物館として使用されている。

### 気候
エルチェの気候は亜熱帯のステップ気候である。ケッペンの気候区分ではBShである。
| エルチェの気候           | エルチェの気候 | エルチェの気候 | エルチェの気候 | エルチェの気候 | エルチェの気候 | エルチェの気候 | エルチェの気候 | エルチェの気候 | エルチェの気候 | エルチェの気候 | エルチェの気候 | エルチェの気候 | エルチェの気候 |
| 月                       | 1月            | 2月            | 3月            | 4月            | 5月            | 6月            | 7月            | 8月            | 9月            | 10月           | 11月           | 12月           | 年             |
| ------------------------ | -------------- | -------------- | -------------- | -------------- | -------------- | -------------- | -------------- | -------------- | -------------- | -------------- | -------------- | -------------- | -------------- |
| 平均最高気温 °C （°F）   | 17 (63)        | 18 (64)        | 20 (68)        | 22 (72)        | 25 (77)        | 30 (86)        | 33 (91)        | 33 (91)        | 29 (84)        | 25 (77)        | 22 (72)        | 18 (64)        | 24.3 (75.8)    |
| 平均最低気温 °C （°F）   | 7 (45)         | 8 (46)         | 10 (50)        | 12 (54)        | 15 (59)        | 18 (64)        | 22 (72)        | 22 (72)        | 19 (66)        | 16 (61)        | 11 (52)        | 8 (46)         | 14 (57.3)      |
| 雨量 mm （inch）         | 20 (0.79)      | 19 (0.75)      | 22 (0.87)      | 26 (1.02)      | 24 (0.94)      | 5 (0.2)        | 1 (0.04)       | 1 (0.04)       | 14 (0.55)      | 22 (0.87)      | 28 (1.1)       | 20 (0.79)      | 202 (7.96)     |
| 平均降雨日数 （≥1.0 mm） | 4              | 3              | 4              | 4              | 3              | 1              | 0              | 1              | 2              | 3              | 4              | 3              | 32             |
| 出典：Meteoblue          |                |                |                |                |                |                |                |                |                |                |                |                |                |

### 人口
| エルチェの人口推移 1857－2016                           |
|                                                         |
| 出典:INE（スペイン国立統計局）1900年 - 1991年、1996年 - |

## 歴史

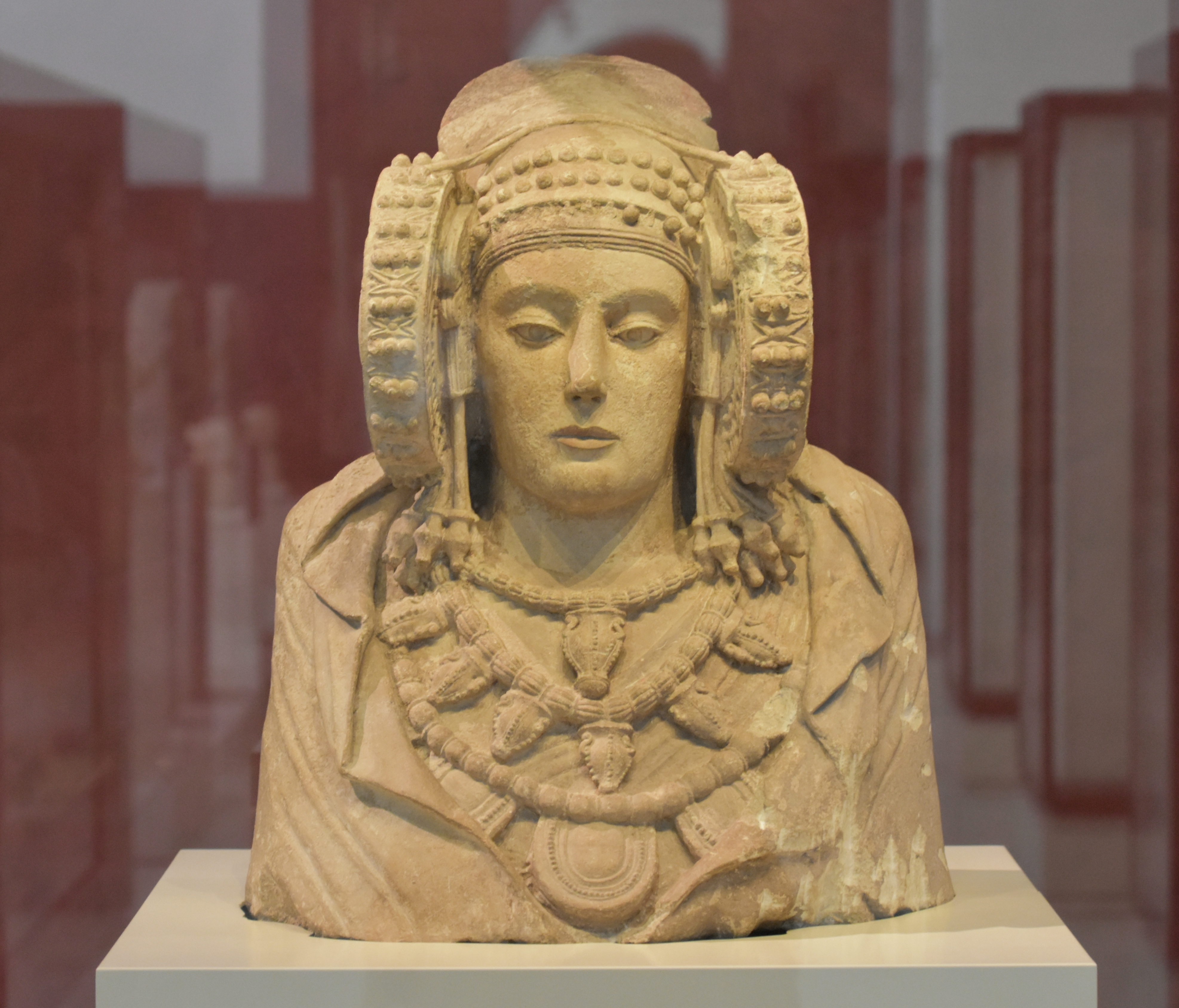
「エルチェの貴婦人」

エルチェでは膨大な考古学資料が発見されており、「エルチェの貴婦人」の石像が有名である。この石像は紀元前4世紀のイベリア人の時代に作られたと見られる。オリジナルの石像はマドリードの国立考古学博物館にあり、エルチェにあるのは精緻なレプリカである。
現在の都市から10kmの位置にある遺跡「ラ・アルクディア」がエルチェの起源である。イベリア人によって築かれ、カルタゴ、ついでローマに支配された。ローマはこの都市を「イリキ」（Ilici）と呼んで植民都市とした。一時期ビザンティンに支配されたあと、西ゴートに支配され、司教座が置かれた。イスラーム支配の時代にはエルチェは重要性を失い、現在の位置からやや北側に移動された。キリスト教徒によるレコンキスタの過程で、1264年にはハイメ1世によって征服された。
18世紀にこの都市は成長をとげ、19世紀に鉄道が敷かれるとさらに産業が発展した。1930年代後半のスペイン内戦では共和国派に付いたため、ナショナリスト派が勝利すると戦後には報復を受けた。1950年代には経済が回復し始め、1965年から1975年頃には主にアンダルシア地方、ムルシア地方、カスティーリャ＝ラ・マンチャ地方からの国内移民によって人口が大幅に増加した。20世紀の大部分の期間では靴製造業が主要産業だったが、1990年代末以降には中国など輸入される安価な製品との競合で危機に陥った。

## 経済

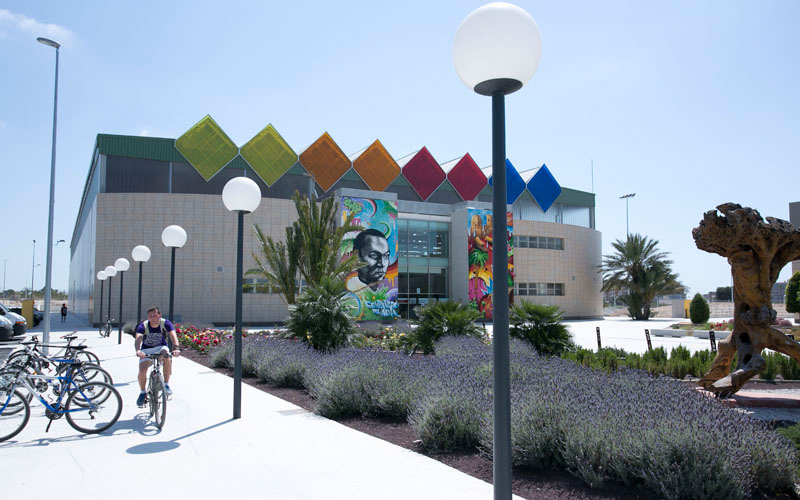
エルチェ・ミゲル・エルナンデス大学

エルチェはスペインにおける靴製造業の中心地であり、1,000以上の靴工場があるうえに、女性用高級靴のプーラロペスやパナマ・ジャックが本社を構えている。靴製造業以外の産業としては、ナツメヤシ、オリーブ、穀物、ザクロなどの農業があるが、農業は近年には重要性を失っている。また、ゴム製造業、雇用者の20%を占める貿易業、観光業も重要である。木製家具、コニャック、ワイン、オリーブ・オイルも生産されている。
エルチェ市庁舎から300mの市街地東部にはコンベンションセンターとしてエルチェ市会議場がある。バレンシア州最大の国際空港であるアリカンテ＝エルチェ空港は、エルチェとアリカンテの中心市街地からほぼ等距離にある。高等教育機関としては、1996年に設立された公立大学のエルチェ・ミゲル・エルナンデス大学、1970年に設立された私立大学のCEUカルデナル・エレーラ大学がある。

## 政治
| 任期      | 首長名                 | 政党      |
| --------- | ---------------------- | --------- |
| 1979–1983 | Ramón Pastor Castell   | PSPV-PSOE |
| 1983–1987 | Ramón Pastor Castell   | PSPV-PSOE |
| 1987–1991 | Manuel Rodríguez Maciá | PSPV-PSOE |
| 1991–1995 | Manuel Rodríguez Maciá | PSPV-PSOE |
| 1995–1999 | Diego Maciá Antón      | PSPV-PSOE |
| 1999–2003 | Diego Maciá Antón      | PSPV-PSOE |
| 2003–2007 | Diego Maciá Antón      | PSPV-PSOE |
| 2007–2011 | Alejandro Soler Mur    | PSPV-PSOE |
| 2011–2015 | Mercedes Alonso García | PP        |
| 2015–2019 | Carlos González Serna  | PSPV-PSOE |
| 2019–2023 | n/d                    | n/d       |
| 2023–     | n/d                    | n/d       |

## 文化財

### エルチェの椰子園

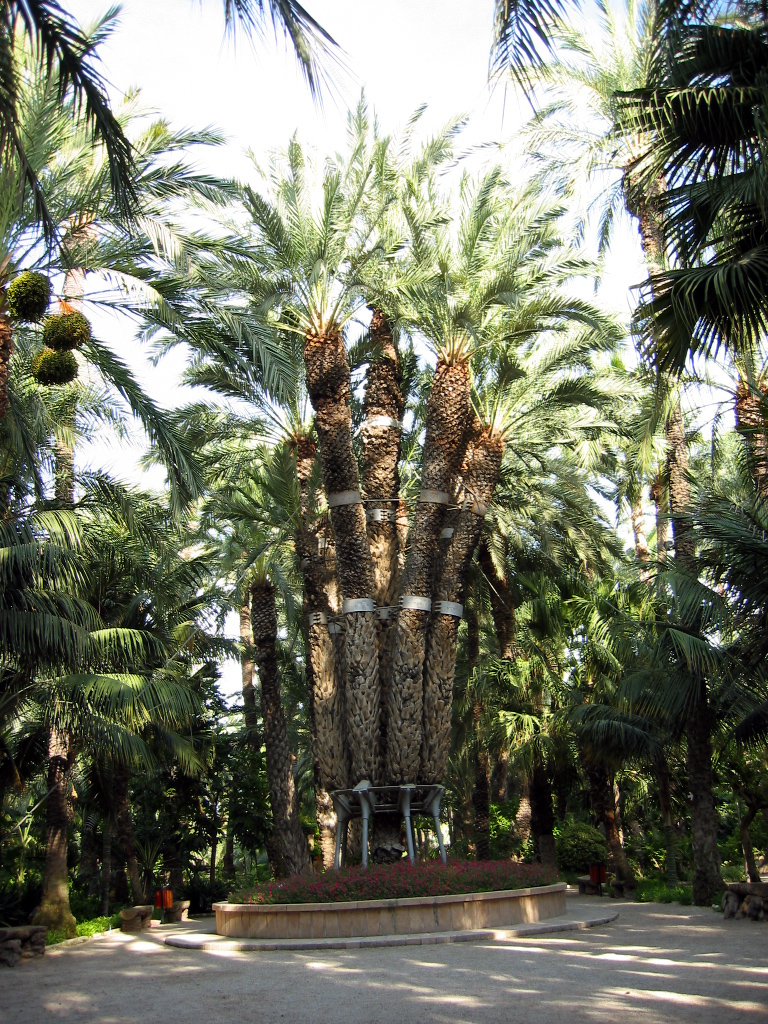
「皇帝のヤシ」

エルチェ市街地のいたるところにヤシ園があり、その本数を合わせると約11,000万本にものぼる。2000年にはこれらが「エルチェの椰子園」としてユネスコの世界遺産（文化遺産）に登録された。世界遺産の登録地域は144万m2であり、緩衝地帯は810万m2である。18世紀にはヤシ園の総面積が現在の2倍以上あり、20万本以上のナツメヤシが植えられていた。これらのヤシ園で最大のヤシの木は「皇帝のヤシ」と呼ばれており、1894年にエルチェを訪れたオーストリア皇后エリーザベトにちなんで名付けられた。

### エルチェの神秘劇
エルチェの神秘劇はエルチェで古くから上演されている宗教劇であり、聖母の被昇天が題材となっている。エルチェはイスラーム教徒によって築かれた町であるが、13世紀にキリスト教徒によって奪還され、15世紀頃に神秘劇が形成されたとされる。毎年8月中旬、聖母の被昇天を称える祭礼の際に上演される。この祭礼中の8月13日は「Nit de l'Albà」と呼ばれ、市内各地で夜通し花火大会などが開催される。無形文化遺産保護条約の発効以前の2001年には人類の口承及び無形遺産の傑作と宣言され、「人類の無形文化遺産の代表的な一覧表」に掲載された。2009年9月には無形文化遺産の第1回登録で正式に登録された。

## スポーツ

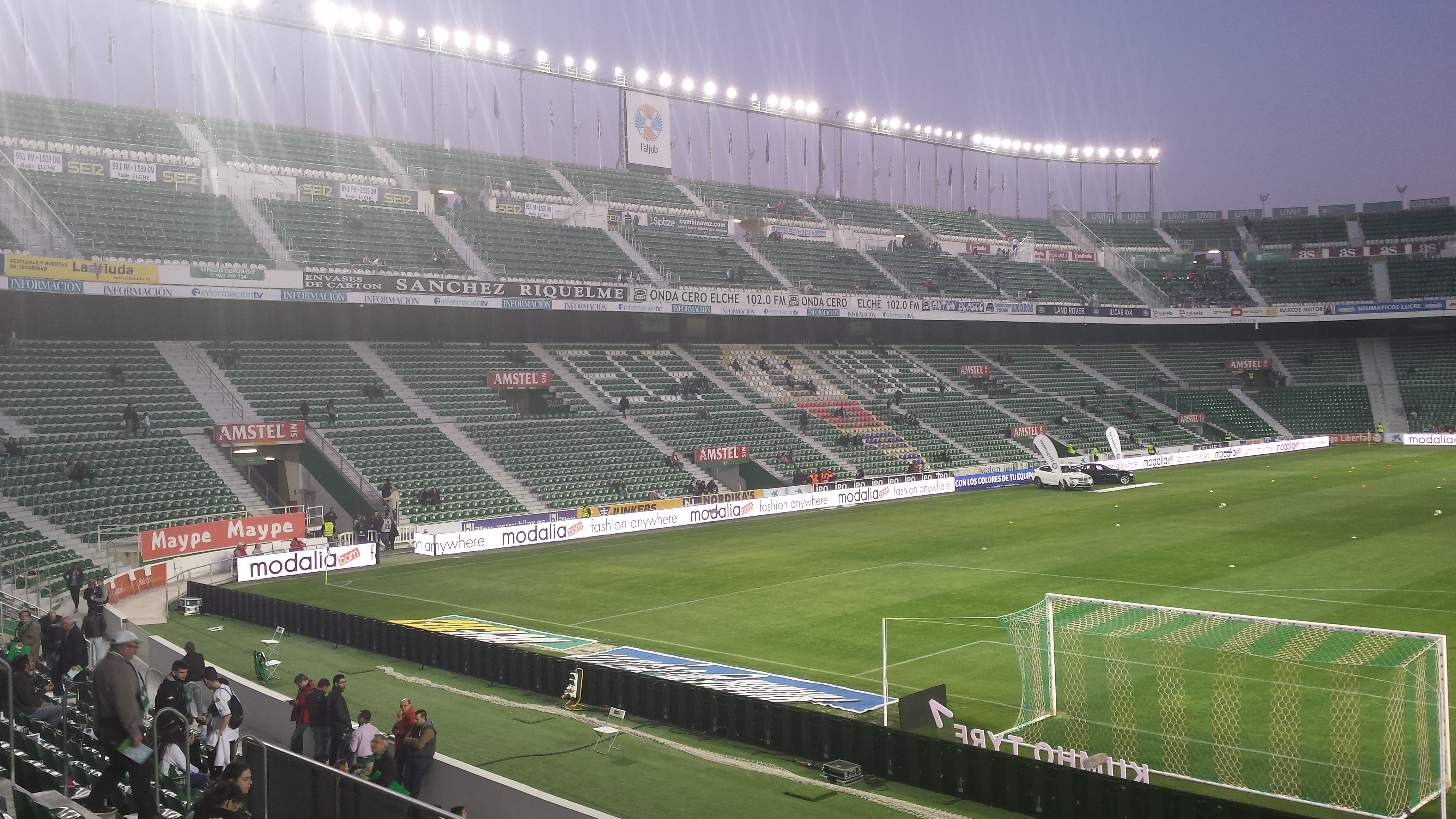
エスタディオ・マヌエル・マルティネス・バレーロ

エルチェに本拠地を置くサッカークラブとして、1923年に設立されたエルチェCFがある。エルチェCFは33732人収容のエスタディオ・マヌエル・マルティネス・バレーロをホームスタジアムとしている。エルチェCFは1959年に初めてプリメーラ・ディビシオン（1部）に昇格し、その後の20シーズン中17シーズンでプリメーラ・ディビシオンに在籍した。1968-69シーズンにはコパ・デル・レイで準優勝した。近年では2012-13シーズンと2013-14シーズンにプリメーラ・ディビシオンに在籍している。

## 姉妹都市
- ハカ、スペイン
- オラン、アルジェリア、1939年
- スボティツァ、セルビア
- トゥールーズ、フランス、1981年

## 出身者
- フランシスコ・モヒカ(1963-) : 微生物学者。
- イサベル・フェルナンデス(1972-) : 柔道選手。シドニーオリンピック57kg級金メダル。
- クリスティーナ・アルカサル（英語版）(1978-) : 女優。
- カロリーナ・セレスエラ（英語版）(1980-) : 女優。
- ホナタン・ニゲス(1985-) : サッカー選手。
- キコ・マルチネス(1986-) : ボクサー。
- ルベン・ラジョス・セルナ(1986-) : サッカー選手。
- シルビア・ソレール・エスピノサ(1987-) : テニス選手。
- アーロン・ニゲス(1989-) : サッカー選手。
- ベルタ・バスケス（英語版）(1992-) : 女優。
- サウール・ニゲス(1994-) : サッカー選手。